# Подорож володаря звірів
Подорож володаря звірів (англ. Beast Master's Quest) — науково-фантастичний роман американської письменниці Андре Нортон та новозеландської письменниці Лін Мак-Кончі, вперше опублікований 2006 року.
П'ята книга серії «Володар звірів»; про бувшого розвідника, який може керувати тваринами.

## Зміст
Сюжет побудований навколо кота Прайо. 
Прайо ідентифікують як розумний інопланетний вид.
Ларіс отримує від дядька щедрий спадок — космічний корабель, і вирішує використати його для пошуку рідної планети Прайо.
Вони знаходять планету, де живуть 2 види — гуманоїдний та вид сородичів Прайо.
Вони також утворюють телепатичні пари.
Головні герої в сюжеті вирішують проблеми місцевих видів.